# Bāghlūjeh-ye Sardār
Bāghlūjeh-ye Sardār (persiska: باغلوجه سردار, باغلوجِه سَردار, باغلوجَه) är en ort i Iran.   Den ligger i provinsen Zanjan, i den nordvästra delen av landet, 300 km väster om huvudstaden Teheran. Bāghlūjeh-ye Sardār ligger 1 407 meter över havet och antalet invånare är 293.
Terrängen runt Bāghlūjeh-ye Sardār är kuperad söderut, men norrut är den platt.Runt Bāghlūjeh-ye Sardār är det ganska glesbefolkat, med 47 invånare per kvadratkilometer. Närmaste större samhälle är Gomeshābād, 14,7 km nordväst om Bāghlūjeh-ye Sardār. Trakten runt Bāghlūjeh-ye Sardār består i huvudsak av gräsmarker.